# Campeonato Nacional de Clubes da Segunda Divisão 1971
Die Campeonato Nacional de Clubes da Segunda Divisão 1971 war die erste Spielzeit der zweiten Fußball-Liga Brasiliens.

## Saisonverlauf
Der Wettbewerb startete am 12. September 1971 in seine neue Saison und endete am 22. Dezember 1971. Die Meisterschaft wurde vom nationalen Verband CBD ausgerichtet.
Am Ende der Saison konnte der Villa Nova AC die Meisterschaft feiern. Diese qualifizierte aber noch nicht für die erste Liga 1972.
Der Wettbewerb wurde in zwei Gruppenphasen, einem Halbfinale und Finale eingeteilt. Die 23 Teilnehmer wurden in der ersten Runde gemäß ihrer geografischen Herkunft eingeteilt, um den finanzschwächeren Klubs geringere Kosten aufzuerlegen. Vier Klubs direkt für die zweite Gruppenphase qualifiziert. Dieses waren der Mixto EC, Central SC (RJ), Villa Nova AC und AA Rodoviária.

## Teilnehmer
Es nahmen 23 Mannschaften am Wettbewerb teil.
 Amazonas
- AA Rodoviária

 Alagoas
- Clube de Regatas Brasil

 Ceará
- Ferroviário AC (CE)
- Guarany SC

 Rio de Janeiro (damals noch Guanabara (Bundesstaat))
- Central SC (RJ)

 Maranhão
- Maranhão AC
- Sampaio Corrêa FC

 Minas Gerais
- Villa Nova AC

 Mato Grosso
- Mixto EC

 Pará
- SC Belém
- Paysandu SC
- Clube do Remo
- Tuna Luso Brasileira

 Paraíba
- Campinense Clube

 Paraná
- Londrina EC

 Pernambuco
- Clube Ferroviário do Recife
- Náutico Capibaribe

 Piauí
- EC Flamengo
- Ríver AC

 Rio Grande do Norte
- ABC Natal

 Santa Catarina
- América FC (SC)

 São Paulo
- AA Ponte Preta

 Sergipe
- AO Itabaiana

## Modus
Punktevergabe
- 1. Größere Anzahl von Punkten
- 2. Anzahl von Siegen
- 3. Bessere Tordifferenz
- 4. Anzahl von Tore
- 5. Anzahl Gegentore
- 6. Direkter Vergleich

## 1. Runde
In der ersten Runde wurden die 19 Teilnehmer in fünf regionale Gruppen aufgeteilt. Die Gruppen bestanden aus drei bis fünf Klubs. Alle Teilnehmer spielten in ihren Gruppen in Hin- und Rückspiel gegen alle Teilnehmer einer Gruppe. Der Gruppensieger zog in die zweite Runde ein.

### Zone Nordeste

#### Gruppe A
| Pl. | Verein                      | Sp. | S | U | N | Tore    | Diff. | Punkte |
| --- | --------------------------- | --- | - | - | - | ------- | ----- | ------ |
| 1.  | Ferroviário AC (CE)         | 6   | 4 | 1 | 1 | 012:700 | +5    | 09     |
| 2.  | Campinense Clube            | 5   | 3 | 0 | 2 | 005:500 | ±0    | 06     |
| 3.  | ABC Natal                   | 5   | 1 | 1 | 3 | 008:100 | −2    | 03     |
| 4.  | Clube Ferroviário do Recife | 4   | 0 | 2 | 2 | 005:800 | −3    | 02     |

#### Gruppe B
| Pl. | Verein                  | Sp. | S | U | N | Tore    | Diff. | Punkte |
| --- | ----------------------- | --- | - | - | - | ------- | ----- | ------ |
| 1.  | AO Itabaiana            | 4   | 2 | 1 | 1 | 007:500 | +2    | 05     |
| 2.  | Clube de Regatas Brasil | 4   | 2 | 0 | 2 | 009:700 | +2    | 04     |
| 3.  | Náutico Capibaribe      | 4   | 1 | 1 | 2 | 005:900 | −4    | 03     |

#### Gruppe C
| Pl. | Verein            | Sp. | S | U | N | Tore    | Diff. | Punkte |
| --- | ----------------- | --- | - | - | - | ------- | ----- | ------ |
| 1.  | EC Flamengo       | 8   | 5 | 2 | 1 | 012:700 | +5    | 12     |
| 2.  | Sampaio Corrêa FC | 8   | 5 | 1 | 2 | 016:800 | +8    | 11     |
| 3.  | Ríver AC          | 8   | 5 | 0 | 3 | 012:800 | +4    | 10     |
| 4.  | Guarany SC        | 8   | 2 | 2 | 4 | 008:120 | −4    | 06     |
| 5.  | Maranhão AC       | 8   | 0 | 1 | 7 | 003:160 | −13   | 01     |

### Zone Norte

#### Gruppe D
| Pl. | Verein               | Sp. | S | U | N | Tore    | Diff. | Punkte |
| --- | -------------------- | --- | - | - | - | ------- | ----- | ------ |
| 1.  | Clube do Remo        | 6   | 3 | 2 | 1 | 007:100 | +6    | 08     |
| 2.  | Tuna Luso Brasileira | 6   | 2 | 4 | 0 | 005:100 | +4    | 08     |
| 3.  | Paysandu SC          | 6   | 1 | 3 | 2 | 003:500 | −2    | 05     |
| 4.  | SC Belém             | 6   | 1 | 1 | 4 | 002:100 | −8    | 03     |

### Zone Centro-Sul

#### Gruppe E
| Pl. | Verein          | Sp. | S | U | N | Tore    | Diff. | Punkte |
| --- | --------------- | --- | - | - | - | ------- | ----- | ------ |
| 1.  | AA Ponte Preta  | 4   | 2 | 2 | 0 | 006:100 | +5    | 06     |
| 2.  | América FC (SC) | 4   | 1 | 2 | 1 | 003:300 | ±0    | 04     |
| 3.  | Londrina EC     | 4   | 0 | 2 | 2 | 003:800 | −5    | 02     |

## Runde 2
Hier trafen die vier direkt qualifizierten und die fünf Gruppenersten der ersten Runde in vier Gruppen zu je zwei bis drei Klubs aufeinander. In den Gruppen spielten diese Hin- und Rückspiele gegen jeden Teilnehmer. Die beste Mannschaft jeder Gruppe zog ins Halbfinal ein.

### Zone Centro-Sul

#### Gruppe 1
| Pl. | Verein         | Sp. | S | U | N | Tore    | Diff. | Punkte |
| --- | -------------- | --- | - | - | - | ------- | ----- | ------ |
| 1.  | AA Ponte Preta | 2   | 2 | 0 | 0 | 005:000 | +5    | 04     |
| 2.  | Mixto EC       | 2   | 0 | 0 | 2 | 000:500 | −5    | 0      |

#### Gruppe 2
| Pl. | Verein          | Sp. | S | U | N | Tore    | Diff. | Punkte |
| --- | --------------- | --- | - | - | - | ------- | ----- | ------ |
| 1.  | Villa Nova AC   | 2   | 1 | 1 | 0 | 003:200 | +1    | 03     |
| 2.  | Central SC (RJ) | 2   | 0 | 1 | 1 | 002:300 | −1    | 01     |

### Gruppe Norte-Nordeste

#### Gruppe 3
| Pl. | Verein        | Sp. | S | U | N | Tore    | Diff. | Punkte |
| --- | ------------- | --- | - | - | - | ------- | ----- | ------ |
| 1.  | Clube do Remo | 2   | 2 | 0 | 0 | 005:200 | +3    | 04     |
| 2.  | AA Rodoviária | 2   | 0 | 0 | 2 | 002:500 | −3    | 0      |

#### Gruppe 4
| Pl. | Verein              | Sp. | S | U | N | Tore    | Diff. | Punkte |
| --- | ------------------- | --- | - | - | - | ------- | ----- | ------ |
| 1.  | AO Itabaiana        | 4   | 2 | 1 | 1 | 007:400 | +3    | 05     |
| 2.  | Ferroviário AC (CE) | 4   | 1 | 2 | 1 | 003:300 | ±0    | 04     |
| 3.  | EC Flamengo         | 4   | 1 | 1 | 2 | 004:700 | −3    | 03     |

## Finalrunde

### Turnierplan
|  | Halbfinale | Halbfinale     | Halbfinale | Halbfinale | Halbfinale |  |  | Finale | Finale        | Finale | Finale | Finale |
|  |            |                |            |            |            |  |  |        |               |        |        |        |
|  |            |                |            |            |            |  |  |        |               |        |        |        |
|  |            | Clube do Remo  | 0          | 2          |            |  |  |        |               |        |        |        |
|  |            | AO Itabaiana   | 0          | 0          |            |  |  |        |               |        |        |        |
|  |            |                |            |            |            |  |  |        | Clube do Remo | 1      | 0      | 1      |
|  |            |                |            |            |            |  |  |        | Villa Nova AC | 0      | 3      | 2      |
|  |            | AA Ponte Preta | 0          | 1          | 1          |  |  |        |               |        |        |        |
|  |            | Villa Nova AC  | 1          | 0          | 1          |  |  |        |               |        |        |        |
|  |            |                |            |            |            |  |  |        |               |        |        |        |

### Halbfinale
| Datum          |                | Gesamt          |               | Hinspiel | Rückspiel | Entscheidungsspiel |
| -------------- | -------------- | --------------- | ------------- | -------- | --------- | ------------------ |
| 05./08.12.     | AO Itabaiana   | 0:2             | Clube do Remo | 0:0      | 0:2       |                    |
| 05./08./11.12. | AA Ponte Preta | 2:2 (5:6 i. E.) | Villa Nova AC | 1:0      | 0:1       | 1:1 n. V.          |

### Finale

#### Hinspiel
| Clube do Remo                                        | Clube do Remo | Villa Nova AC | Villa Nova AC |
| ---------------------------------------------------- | --- | --- | ------------- |
| Clube do Remo                                        | \| 15. Dezember 1971 in Belém (Estádio Evandro Almeida) \| \| Ergebnis: 1:0 (0:0) \| \| Zuschauer: 13.000 \| \| Schiedsrichter: Armindo Tavares \| | \| 15. Dezember 1971 in Belém (Estádio Evandro Almeida) \| \| Ergebnis: 1:0 (0:0) \| \| Zuschauer: 13.000 \| \| Schiedsrichter: Armindo Tavares \|      | Villa Nova AC |
| Clube do Remo                                        | Dico – Mendonça, Mesquita, Valdemar, Edílson – Tito, Carlitinho – Ernani, Rubliota, Alcino, Neves Cheftrainer: François Thyn                       | Arésio – Cassetete, Zé Borges, Bráulio, Mário Lourenço – Daniel, Piorra – Jésum, Paulinho Cai-Cai, Eduardo Perrela – Dias Cheftrainer: Martim Francisco | Villa Nova AC |
| Clube do Remo                                        | 1:0 Ernani (47.) | | Villa Nova AC |
| 15. Dezember 1971 in Belém (Estádio Evandro Almeida) | | |               |
| Ergebnis: 1:0 (0:0)                                  | | |               |
| Zuschauer: 13.000                                    | | |               |
| Schiedsrichter: Armindo Tavares                      | | |               |

#### Rückspiel
| Villa Nova AC                                               | Villa Nova AC | Clube do Remo | Clube do Remo |
| ----------------------------------------------------------- | --- | --- | ------------- |
| Villa Nova AC                                               | \| 19. Dezember 1971 in Belo Horizonte (Estádio Independência) \| \| Ergebnis: 3:0 (2:0) \| \| Zuschauer: 2.000 \| \| Schiedsrichter: Oscar Scolfaro \|          | \| 19. Dezember 1971 in Belo Horizonte (Estádio Independência) \| \| Ergebnis: 3:0 (2:0) \| \| Zuschauer: 2.000 \| \| Schiedsrichter: Oscar Scolfaro \| | Clube do Remo |
| Villa Nova AC                                               | Arésio – Cassetete, Zé Borges, Bráulio, Mário Lourenço – Daniel, Piorra – Jésum, Paulinho Cai-Cai, Eduardo Perrela (Nélson) , Dias Cheftrainer: Martim Francisco | Dico – Mendonça, Mesquita, Valdemar, Edílson – Tito, Carlitinho – Ernani (Edair) , Rubliota, Alcino (Jeremias) , Neves Cheftrainer: François Thyn       | Clube do Remo |
| Villa Nova AC                                               | 1:0 Dias (5.) 2:0 Jésum (22.) 3:0 Paulinho (46.) | | Clube do Remo |
| Villa Nova AC                                               | Jésum (zweite Halbzeit) | Mendonça (zweite Halbzeit) | Clube do Remo |
| 19. Dezember 1971 in Belo Horizonte (Estádio Independência) | | |               |
| Ergebnis: 3:0 (2:0)                                         | | |               |
| Zuschauer: 2.000                                            | | |               |
| Schiedsrichter: Oscar Scolfaro                              | | |               |

#### Entscheidungsspiel
| Villa Nova AC                                               | Villa Nova AC | Clube do Remo | Clube do Remo |
| ----------------------------------------------------------- | --- | --- | ------------- |
| Villa Nova AC                                               | \| 22. Dezember 1971 in Belo Horizonte (Estádio Independência) \| \| Ergebnis: 2:1 (0:1) \| \| Zuschauer: 5.025 \| \| Schiedsrichter: Oscar Scolfaro \|           | \| 22. Dezember 1971 in Belo Horizonte (Estádio Independência) \| \| Ergebnis: 2:1 (0:1) \| \| Zuschauer: 5.025 \| \| Schiedsrichter: Oscar Scolfaro \| | Clube do Remo |
| Villa Nova AC                                               | Arésio – Cassetete, Zé Borges, Bráulio, Mário Lourenço – Daniel, Piorra – Nélson, Paulinho Cai-Cai, Eduardo Perrela (Nélson) , Dias Cheftrainer: Martim Francisco | Dico – Chico, Edair, Valdemar, Edílson – Tito, Carlitinho – Ernani, Cabecinha, Jeremias (Rubliota) , Neves Cheftrainer: François Thyn                   | Clube do Remo |
| Villa Nova AC                                               | 1:1 Lourenço (49., Elfmeter) 2:1 Lourenço (78., Elfmeter) | 0:1 Cabecinha (9.) | Clube do Remo |
| Villa Nova AC                                               | Perrela (zweite Halbzeit) | Ernani (zweite Halbzeit) | Clube do Remo |
| 22. Dezember 1971 in Belo Horizonte (Estádio Independência) | | |               |
| Ergebnis: 2:1 (0:1)                                         | | |               |
| Zuschauer: 5.025                                            | | |               |
| Schiedsrichter: Oscar Scolfaro                              | | |               |

## Abschlusstabelle
Die Tabelle diente lediglich zur Feststellung der Platzierung der einzelnen Mannschaften in der Saison. Sie wurde zeitweise vom Verband auch zur Ermittlung einer ewigen Rangliste herangezogen. Sie setzt sich zusammen aus allen ausgetragenen Spielen. In der Sortierung hat das Erreichen der jeweiligen Finalphase Vorrang vor den erzielten Punkten.
| Pl. | Verein                      | Sp. | S | U | N | Tore    | Diff. | Punkte |
| --- | --------------------------- | --- | - | - | - | ------- | ----- | ------ |
| 1.  | Villa Nova AC               | 8   | 4 | 2 | 2 | 009:500 | +4    | 10     |
| 2.  | Clube do Remo               | 13  | 7 | 3 | 3 | 016:800 | +8    | 17     |
| 3.  | AO Itabaiana                | 10  | 4 | 3 | 3 | 013:110 | +2    | 11     |
| 4.  | AA Ponte Preta              | 7   | 3 | 3 | 1 | 007:200 | +5    | 09     |
| 5.  | EC Flamengo                 | 12  | 6 | 3 | 3 | 016:140 | +2    | 15     |
| 6.  | Ferroviário AC (CE)         | 10  | 5 | 3 | 2 | 015:900 | +6    | 13     |
| 7.  | Central SC (RJ)             | 2   | 0 | 1 | 1 | 002:300 | −1    | 01     |
| 8.  | AA Rodoviária               | 2   | 0 | 0 | 2 | 002:500 | −3    | 0      |
| 9.  | Mixto EC                    | 2   | 0 | 0 | 2 | 000:500 | −5    | 0      |
| 10. | Sampaio Corrêa FC           | 8   | 5 | 1 | 2 | 016:800 | +8    | 11     |
| 11. | Ríver AC                    | 8   | 5 | 0 | 3 | 012:800 | +4    | 10     |
| 12. | Tuna Luso Brasileira        | 6   | 2 | 4 | 0 | 005:100 | +4    | 08     |
| 13. | Campinense Clube            | 5   | 3 | 0 | 2 | 005:500 | ±0    | 06     |
| 14. | Guarany SC                  | 8   | 2 | 2 | 4 | 008:120 | −4    | 06     |
| 15. | Paysandu SC                 | 6   | 1 | 3 | 2 | 003:250 | −22   | 05     |
| 16. | Clube de Regatas Brasil     | 4   | 2 | 0 | 2 | 009:700 | +2    | 04     |
| 17. | América FC (SC)             | 4   | 1 | 2 | 1 | 003:300 | ±0    | 04     |
| 18. | ABC Natal                   | 5   | 1 | 1 | 3 | 008:100 | −2    | 03     |
| 19. | Náutico Capibaribe          | 4   | 1 | 1 | 2 | 005:900 | −4    | 03     |
| 20. | SC Belém                    | 6   | 1 | 1 | 4 | 002:100 | −8    | 03     |
| 21. | Clube Ferroviário do Recife | 4   | 0 | 2 | 2 | 005:800 | −3    | 02     |
| 22. | Londrina EC                 | 4   | 0 | 2 | 2 | 003:800 | −5    | 02     |
| 23. | Maranhão AC                 | 8   | 0 | 1 | 7 | 003:160 | −13   | 01     |